# Abraham Maat
Abraham Maat († 1664) war ein Goldschmied in Augsburg.
Von seinen Arbeiten ist eine silbervergoldete Gürtelkette mit seinem Meisterzeichen erhalten, sie wird im Bayerischen Nationalmuseum in München aufbewahrt.